# Distrito de Myōdō
El distrito de Myōdō (名東郡 Myōdō-gun?) es un distrito localizado en la prefectura de Tokushima, Japón. En junio de 2019 tenía una población estimada de 2.106 habitantes y una densidad de población de 49,8 personas por km². Su área total es de 42,28 km².

## Localidades
- Sanagōchi